# دار السينمائيين الموريتانيين
دار السنمائيين، هي مؤسسة تهتم بترقية السينما في موريتانيا من خلال التكوين والإنتاج والبث، وتنظيم المهرجانات السينمائية. حيث نظمت الدورة الأولى لمهرجان نواكشوط السينمائي الدولي. ونظمت حتى الآن أربعة عشر نسخة من مهرجان نواكشوط للفيلم القصير.
تأسست عام 2002 ومؤسسها هو المخرج الموريتاني عبد الرحمن أحمد سالم لاهي.